# Вавельская чакра
Вавельская чакра (пол. Czakram wawelski) — краковская городская легенда, согласно которой на Вавеле существует некий камень, обладающий особой энергетической силой. Считается, что этот таинственный камень располагается в пределах несуществующей в настоящее время церкви святого Гереона, которая располагалась в западной части Королевского замка во дворе Стефана Батория.
Краковское поверье об особом энергетическом месте на Вавеле возникло в середине 30-х годов XX столетия. Как считает историк искусства Михал Рожек, легенда о Вавельской чакре возникла благодаря деятельности польской теософки Ванды Дыновской, которая в 30-х годах XX столетия пропагандировала некий «Вавельский камень». Ванда Дыновская в своих сочинениях утверждала, что Аполлоний Тианский заложил на холме, где сегодня находится Вавель, некий «духовный центр». С 1935 года она находилась в Индии, где проповедовала о «краковском камне», обладающем энергетической силой. Как утверждает Михал Рожек, в первые годы после посещения Вавеля индийским премьером Джавахарлалом Неру среди местных жителей возникла легенда, что он якобы побывал в подземельях замка, где молился возле этого камня.
Термин «чакра» к отношению этой легенде не использовался до 80-х годов XX столетия. Этот термин также не употреблялся при описании этого обычая в энциклопедии «Wielkа Encyklopedia Powszechnа», которая издавалась в 60-е годы XX столетия. В 80-е годы стало возникать движение Нью-Эйдж, благодаря которому этому поверью было приписано наименование «Вавельская чакра».
Поверье о краковской чакре широко используется в туристической деятельности.